# Ofenerdiek
Ofenerdiek ist ein Stadtviertel im Norden Oldenburgs in Niedersachsen.

## Geschichte
Im 18. Jahrhundert waren in Ofenerdiek (Diek = Niederdeutsch für Deich, in Verbindung mit Zusätzen Innerdeich, Hinterm Deich usw.)
die Fischteiche der Oldenburger Grafen. Nach deren Trockenlegung im 19. Jahrhundert begann eine zaghafte Besiedelung der moorigen Landschaft. Dieser Landstrich gehörte damals zu Etzhorn und wurde noch nicht als Ofenerdiek, sondern als „Bauerschaft Etzhorn IV“ erwähnt.

### Das 20. Jahrhundert
Um die Zeit, als der Erste Weltkrieg begann (1914/1915), wurde auf der Fläche des heutigen Ofenerdiek das „Königliche Artilleriedepot“ gebaut, welches eine enorme Größe aufwies.
Nach dem Ersten Weltkrieg wurde diese Munitionsfabrik abgerissen. Einige Baracken wurden aber zu Wohnzwecken umgebaut, um Kriegsheimkehrern und Flüchtlingen Wohnraum bieten zu können. Dies könnte auch als Gründungszeitpunkt der heutigen Siedlung Ofenerdiek gesehen werden. Durch die Verwaltungsreform von 1933 kam Ofenerdiek mit Etzhorn, Ohmstede und Nadorst zur kreisfreien Stadt Oldenburg.

### Heute
Heute besteht Ofenerdiek größtenteils aus Einfamilienhäusern. Die Straßengräben entlang der Ofenerdieker Straße verleihen dem Stadtviertel niederländischen Charme. Ein beliebtes Naherholungsgebiet ist der Ofenerdieker See, der um das „Swaartemoor“ entstanden ist.
Die Grenzen zwischen Ofenerdiek und den „Substadtteilen“ Alexanderhaus und Patentbusch sind fließend. Laut Bürgeramt hat Ofenerdiek eine Bevölkerungszahl von rund 13.000 (Stand: 2009). Das entspricht ca. 8,1 % der Gesamtbevölkerung von Oldenburg.

## Verkehr
Um 1865 wurde durch Ofenerdiek die Bahnstrecke Oldenburg–Wilhelmshaven gebaut. Der 1924 eröffnete Bahnhof Ofenerdiek wurde 1979 geschlossen. Die Bahnsteige wurden in der Vergangenheit abgebaut. Heute fährt die NordWestBahn ohne Halt durch Ofenerdiek. 

Es gibt aber Busverkehr in die Innenstadt Oldenburgs, der durch Linienbusse der Verkehr und Wasser GmbH (VWG) sichergestellt wird. Es verkehren die Buslinien:
- 301 (Ofenerfeld – ZOB – Lappan – Eversten)
- 304 (Ofenerdiek – Lappan – Cloppenburger Straße/Kreyenbrück – Bümmerstede)
- 322 (Fliegerhorst - Am Alexanderhaus - Bahnhof Ofenerdiek - Rennplatz - Ohmstede – Weser-Ems-Halle – ZOB – Lappan – Marktplatz Eversten – Thomasburg/Eversten-West)
- 324 (Patentbusch bis Ostring – Nadoster Straße – ZOB – Lappan – Universität – Infanterieweg – BBS Wechloy)
- 313 (Am Alexanderhaus/Großmarkt – Fliegerhorst – ZOB – Lappan-Krusenbusch)
- Nachtbus N36 (Lappan – Alexanderstraße – Fliegerhorst – Lagerstraße – Wilhelmshavener Heerstraße – Nadorst – Ohmstede – Donnerschwee – ZOB – Lappan)
- Nachtbus N37 (Lappan – Bürgerfelde – Bhf. Ofenerdiek – Feldahornweg - Ofenerfeld – Rauhehorst – Lappan)

## Vereine
- SV Ofenerdiek
- Post Sportverein
- Blue Fire Lions